# Sandy Dian
Sandy Dian, nome d'arte di Stefano Dian (Gambellara, 7 dicembre 1959), è un musicista, produttore discografico e tecnico del suono italiano.

## Biografia
All'età di 10 anni, impara a suonare la batteria frequentando i fratelli Gianfranco e Romano, nel loro gruppo musicale beat chiamato The Lovers Child.
La sua casa è sempre stata un "tempio della musica", vista la grande passione dei genitori Severina e Angelo. Musicisti, cantanti, impresari musicali, si davano appuntamento per confrontarsi, scambiarsi idee e suonare assieme. Nel tempo, comincia a suonare anche la chitarra e il pianoforte, prosegue gli studi superiori studiando elettronica, altra sua grande passione, che sarà il punto di svolta anche nel suo futuro lavoro. Nel 1976 arrivano le prime "Radio Private"; Musica ed elettronica, sono da sempre stati i suoi elementi trainanti, tant'è che all'età di 17 anni costruisce e progetta un mixer audio broadcast che sarà il primo dell'emittente Radio Gambellara, gestita dalla famiglia Dian.
Nel 1979 parallelamente all'attività radiofonica apre l'R.G.Studio, uno studio di registrazione musicale, con un registratore Akai a 4 tracce corredato di apparecchiature audio semi professionali. In quel periodo non esistevano studi di registrazione nella zona e molte giovani promesse si rivolgevano allo studio per registrare la propria opera musicale. Visto il successo che lo studio otteneva, passò così all'acquisto di un nuovo registratore TEAC 8 tracce. Con questa strumentazione e l'incontro con Maurizio Sangineto (Sangy) registra successi che arrivano a scalare le classifiche di Billboard con la produzione di Matrix e il gruppo Armed Gang. Successivamente arriva Maurizio Cavalieri che porterà nello studio di Sandy il gruppo dei Firefly. Non si arresta l'evoluzione dello studio con un usatissimo registratore 24 tracce della LYREC, dismesso dallo Studio Trafalgar di Roma. Nel 1982 nascono così i primi gruppi di produzione della "Dance Made In Italy" o "Italo Disco" e le richieste per registrare presso lo studio di Sandy aumentano.

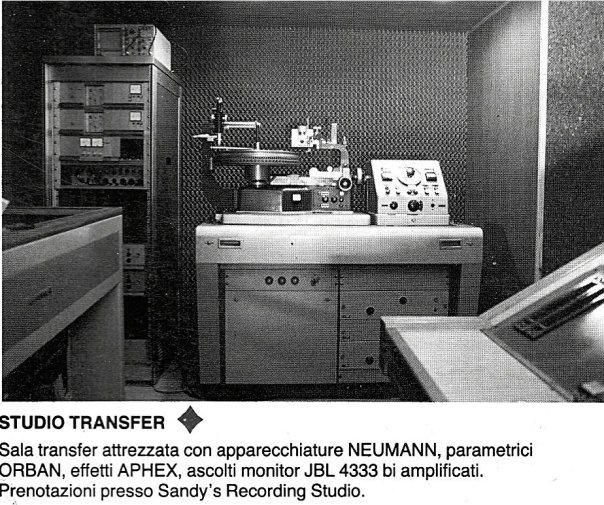
Sandy's Recording Studio Transfer in 1984

Nel 1983 altro passo in avanti, R.G. Studio cambia nome e diventa "Sandy's Recording Studio" acquistando un nuovo registratore LYREC 24 piste e mixer ALLEN & HEAT 32 canali, AMS RMX 16 Digital Reverberation, EVENTIDE MODEL H949 HARMONIZER.
Nel 1984 altro upgrade, arriva il mixer MCI Mod. 600 32 canali con bargraph che sostituivano i vecchi VU Meter analogici, due 24 piste MCI sincronizzati (48 tracce totali di registrazione) e il LEXICON 224x con LARK.
I suoni prodotti dallo studio di Sandy erano ambiti da tutti, con artisti che arrivano da ogni parte d'Italia e dall'estero. Sonorità unite alla strumentazione sempre all'avanguardia, ma soprattutto la passione per questo lavoro fatto di cura e attenzione per i dettagli lo fecero diventare uno dei più famosi studi di registrazione d'Europa.
Si trasferisce a Londra presso lo Trident Studio per acquisire conoscenze nel mondo del transfer e masterizzazione. Unitamente allo studio di registrazione acquistando una macchina transfer della Neumann attiva uno studio chiamato "Sound Lab" per la produzione delle matrici, che poi venivano trasformati in stampatori per i dischi in vinile.
Oltre alle registrazioni discografiche con gli artisti più in voga del momento, scrive come autore sigle televisive per Rai Tv, "Film Più" su Rai 2, "Ristorante Italia" Rai 2 con Antonella Clerici, "Discogenia" Rai 3 di Ornella Barreca e brani musicali inseriti in colonne sonore cinema: "Il Male Oscuro" Un film di Mario Monicelli, "Oggi Ho Vinto Anch'io" di Lodovico Gasparini, "Le Chiavi Di Casa" di Gianni Amelio e sottofondi musicali per il programma Uno Mattina di Rai 1.
Nel 1995 inizia una nuova avventura, si trasferisce a Brescia fino al 1999 come tecnico del suono presso la Media Records di Roncadelle e contribuisce all'azienda con il rinnovamento tecnologico: da sistemi analogici a digitali, ovvero i primissimi sistemi Digidesign Pro-tools con Logic Audio.
Nel 2000 collabora con la Time Records per il rinnovo degli studi di registrazione nella sede della nota azienda Bresciana.
Nel 2007 assieme alla moglie Antonella Maule, apre una società di Edizioni Musicali e sistemi di audio engineering.